# Ciclope (Marvel Comics)
Scott Summers, mais conhecido por Ciclope (Cyclops em inglês), é um personagem americano pertencente ao Universo Marvel Comics. Líder da equipe conhecida como X-Men, foi criado por Stan Lee e Jack Kirby. Sua estreia nos quadrinhos foi em Uncanny X-Men #1 (1963). Seu poder é emitir raios ópticos de energia com força de concussão, mas já foram escritos como cortantes como laser. A emissão intermitente dos raios força Ciclope a barrá-los com óculos especiais com lentes de quartzo, descritas como uma ligação de quartzo rubi.

## Biografia Ficcional do personagem
Quando Scott era uma criança crescendo em Los Angeles, Califórnia, Estados Unidos, ele tinha 10 anos era o irmão mais velho e tinha seu irmão mais novo Alexander (Alex) Summers, futuramente conhecido como Destrutor. Seu pai, o Major Christopher Summers da Força Aérea dos Estados Unidos, levou sua família em um voo com seu avião, para a casa dos avós de Scott no Alaska, o avião foi atacado por uma nave alienígena Shi'ar, sua mãe Katherine Anne Summers sabia que só tinha 2 paraquedas, então enquanto o avião caía em chamas, os pais de Scott prenderam-no e a seu irmão mais novo Destrutor em um paraquedas e empurraram-nos do avião, na esperança de que eles sobrevivessem. Infelizmente o paraquedas pegou fogo e Scott bateu a cabeça na aterrissagem, no mesmo momento o avião explode, sem deixar vestígios sobre o paradeiro dos seus pais que na verdade foram abduzidos pela nave alienígena. Esse acidente causou danos no cérebro de Scott, responsáveis por sua inabilidade em controlar seus raios ópticos, assim como por uma prolongada amnésia sobre sua infância, depois dos dois ficaram hospitalizados, os meninos são levados para um orfanato em Nebraska, dirigido por Michael Milbury, que na verdade era ninguém menos do que o vilão Sr. Sinistro disfarçado.
Alex, sendo mais novo, logo é adotado por uma família inglesa. Ao que parece Sinistro facilitou essa ida de Alex, a fim de deixar Scott mais vulnerável emocionalmente. E assim o garoto permanece por mais algum tempo no lugar, onde é, discretamente, alvo de experiências genéticas e psicológicas  de Sinistro, que também se disfarçava como um outro órfão chamado Nathan, tornando-se amigo de Scott. As constantes dores de cabeça de Scott, presentes desde o incidente, são diagnosticadas como problema de vista e Scott passa a usar um óculos de quartzo Rubi projetado secretamente por Sinistro. Depois, seu poder despertou e o único material que conseguia segurar seus poderosos raios ópticos eram seus próprios óculos de quartzo rubi. O trauma da queda, a solidão e o medo de perder o controle de seus poderes o fez decidir por nunca se descontrolar, tornando-se desde então uma pessoa racional e metódica. Por outro lado, Scott acaba ficando para sempre dependente do quartzo-rubi para conter seu imenso poder.
Uma série de acontecimentos o fez aliar-se a um criminoso chamado Jack Winters. Ele é salvo por Charles Xavier, que o leva para seu Instituto, no condado de Westchester, Nova Iorque.[carece de fontes?]

### X-Men
Charles Xavier o tornou um de seus alunos e o primeiro X-Men. Ele logo se tornou o líder de campo da equipe, posição que ele tradicionalmente ocuparia durante anos. Sua devoção e dedicação ao ideal de Xavier sempre foi inquestionável, fazendo com que ele sempre se sacrificasse em nome da equipe. Scott nutre um sentimento muito forte por Jean Grey, sua companheira de grupo e finalmente os revela para Jean. Logo os dois começam um longo relacionamento. Quando os X-Men originais Anjo, Fera, Homem-de-Gelo, Garota Marvel, e mais tarde Destrutor (seu irmão) e Polaris decidiram deixar a equipe devido à chegada dos novos X-Men, entre os quais estavam, Tempestade, Colossus, Noturno e Wolverine, Ciclope ficou sentindo que nunca poderia levar uma vida normal, por causa da natureza incontrolável de seus poderes.
Ciclope por muito tempo acreditou que seus pais haviam morrido no acidente de avião. Na verdade, eles foram capturados e escravizados pelos Shi'ar. Como um membro já adulto dos X-Men, Ciclope conheceu seu pai, agora conhecido como o Corsário, líder dos Piratas Siderais, um grupo de alienígenas que se opõe ao que eles veem como a tirania do Império Shi'ar. Uma entidade cósmica conhecida como Força Fênix assumiu a identidade de Jean e tomou seu lugar no grupo. Scott não percebe que a entidade não era Jean, pois até a entidade acreditava sê-la e assim seu relacionamento continuou.

### Saída dos X-Men e Madelyne Pryor
Quando a Força Fênix cometeu suicídio para salvar o Universo de si mesma, Ciclope acreditou que seu amor tinha acabado junto com ela. Abandonou os X-Men e tentou ter uma vida normal.
Envolveu-se com a marinheira Lee Forrester, mas eventualmente conheceu Madelyne Pryor. Ele se impressionava com a semelhança com Jean, apesar de suspeitar de algumas estranhas coincidências como o fato dela ter sobrevivido a um acidente de avião no mesmo dia da morte de Jean.
Scott casa-se com Pryor sem saber que esta é um clone de Jean criado pelo Sr. Sinistro e designado para enganá-lo. Eles estavam em lua de mel quando Scott foi teleportado pelo Beyonder para o BattleWorld, no evento conhecido como as Guerras Secretas. Lá ele se reuniu novamente com os X-Men e os principais heróis da Terra para enfrentar a terrível ameaça de Beyonder.
Essas constantes ausências de Scott comprometiam o seu casamento. Madelyne (que não suspeitava ser um clone de Sinistro) se sentia solitária e sentia que Scott não estava junto nos momentos importantes do casal. O casamento resultou num filho: Nathan Summers (Futuramente conhecido como Cable).

### X-Factor
Ciclope resolve retornar aos X-Men e Tempestade nube (que havia perdido seus poderes) defende que a liderança seja decidida em uma batalha entre os dois. Ciclope perde a luta e, se sentindo humilhando, diz que os X-Men não são mais o seu lugar. Mas ele nem suspeitou que sua derrota foi totalmente orquestrada por sua esposa, Madelyne, que inconscientemente interferiu telepaticamente para que ele fosse derrotado e não se integrasse novamente a equipe.
No entanto, a Garota Marvel original não estava morta. A identidade de Fênix mostrou-se como uma entidade cósmica que tomou seu lugar, deixando-a escondida em um casulo no fundo da Baía Jamaica, onde foi encontrada pelos Vingadores e pelo Quarteto Fantástico. Ciclope deixou sua esposa e filho para voltar para Jean. Ela formou junto com Ciclope e os X-Men originais o grupo X-Factor.
Scott se sentia-se culpado por estar se dedicando tanto à nova equipe e não dar atenção a sua esposa e seu filho, colocando novamente sua vida pessoal em segundo plano. Entretanto, a verdade é que ele estava apaixonado por Jean Grey, a mulher que sempre amou.
A Força Federal captura do mutante fugitivo Rusty Collins que era perseguido do governo e estava sob a proteção do X-Factor. Ciclope vai atrás da Força Federal a fim de respostas sobre o destino de Rusty, consegue acuar os integrantes e a ferir Blob com um raio concentrado, porém não consegue recuperar o jovem.
Os demônios Sym e Nastirth corromperam os sentimentos de depressão de Madelyne. Madelyne tentou se vingar de Ciclope por tê-la deixado. Quando foi revelado que ela era um clone criado pelo Sr. Sinistro, apenas para ser uma reprodutora, Madelyne não pôde aguentar e se matou. Scott então voltou ao romance com Jean. Após a derrota de Madelyne Pryor, os X-Men e o X-Factor partem em busca do Sr. Sinistro, responsável pela criação do clone de Jean Grey, além de ser o líder dos Carrascos, responsável pelo Massacre dos Morlocks. As equipes partem para a Escola Xavier, onde se encontram seus inimigos: Sr. Sinistro, Malígna/Polaris, Dentes de Sabre e Arrasa Quarteirão. No confronto decisivo, é revelado todo o passado de Scott Summers, toda sua vida manipulado pelo vilão.
Jean recusa um pedido de casamento de Scott por ainda estar em dúvida sobre qual das três ele realmente amou.

### Fundido com Apocalipse
Seu filho Nathan foi infectado com vírus tecno-orgânico por Apocalipse que pretendia eliminar seu futuro rival. Este vírus é um microrganismo cibernético que mata através da destruição física do hospedeiro, cujos órgãos e tecidos são consumidos pelo metal orgânico.
No meio desta luta pela vida de Nathan vítima deste vírus desconhecido e incurável está Scott Summers, sua mãe Jean Grey e um grande dilema: Surge uma guerreira Askani vinda do futuro, dizendo que a única forma de curá-lo seria enviando a criança para o futuro onde seria curado e treinado para derrotar o Apocalipse e seu império de terror. Ciclope, para salvar a vida de seu filho, tomou a decisão mais dolorosa de sua vida: Entregou seu filho para uma desconhecida  correndo o risco de nunca mais vê-lo. Vários anos depois, Scott Summers e Jean Grey se casaram. Durante a lua-de-mel, eles foram levados ao futuro onde criaram Cable nos primeiros doze anos de sua vida durante a minissérie As Aventuras de Ciclope e Fênix. Após seu retorno, ela assumiu a identidade de Fênix e os dois permanecerem como membros ativos dos X-Men. Porém, na saga Operação: Tolerância Zero, Ciclope foi gravemente ferido, ficando às portas da morte. Para se recuperarem, eles passaram alguns meses no Alasca, na casa dos avós de Scott. Algum tempo depois, após retornar à equipe, Ciclope foi fundido com o vilão Apocalipse, mas Jean e Cable o prenderam e separaram-nos, os x-men fizeram uma cirurgia com poderes para tirar a influencia de Apocalipse de Ciclope, aparentemente matando Apocalipse no processo.

### Diretor do Instituto Xavier
Como uma combinação das influências latentes da mente de Apocalipse e a emergente personalidade Fênix de Jean, ela e Scott foram ficando cada vez mais distantes e ainda que se recuperou da fusão com Apocalipse, Scott se tornou uma pessoa mais fria e distante, o que desgastou seu relacionamento com Jean. Emma Frost, antigamente conhecida como a Rainha Branca, uma vilã que se regenerou e se juntou aos X-Men, tomou vantagem da situação para se aproximar de Scott. Com o disfarce de aconselhá-lo, ela estava livre para instigar um caso telepático. Seus motivos originais não são claros, mas ela acabou se apaixonando por ele.
Quando Fênix descobriu o caso, ela atacou Emma psiquicamente, mas esta se recusou a dizer o que estava acontecendo. Scott subsequentemente deixou os X-Men para descobrir o que estava acontecendo em sua vida. Quando ele retornou, Xorn havia atacado todos os X-Men e revelou ser Magneto; Jean foi assassinada por ele.
Devido à intervenção telepática de Jean em um futuro alternativo, em uma tentativa de que o tal futuro não venha a acontecer, Ciclope e Emma Frost estão envolvidos romanticamente, um fato com o qual vários de seus colegas de equipe não estão muito felizes. Eles atuam como codiretores do Instituto Xavier para Estudos Avançados.

### Emma e Scott
A nova relação entre Emma e Scott leva a problemas entre eles e o resto dos X-Men, os quais acreditam que o par está fazendo  desserviço a memória Jean. Rachel Summers em particular, sente-se magoada e irritada pela falta de remorso do pai por ter tido um caso psiquicamente com Emma, antes da morte de Jean, e assume o sobrenome de Grey no lugar de Summers. Os outros X-Men, eventualmente, aceitam o relacionamento e ambos Scott e Emma conseguem reconciliar-se com Rachel de sua própria maneira, tais como a apresentação de Rachel a outros membros da família de Jean. Ciclope também ensina um esquadrão no Instituto chamado Os Corsários, nome que homenageia seu pai.

### Gênese Mortal
Ciclope substitui Xavier como diretor do Instituto e, ao lado de Emma Frost, mantém vivo o ideal de seu tutor, com o qual já há muito tempo não corrobora.
Após os eventos da Dizimação, Scott continua com seus poderes, e quase todos os mutantes foram deixados sem poderes, e Xavier estava faltando. Um vilão misterioso atacou e derrotou facilmente vários membros da equipe, incluindo Ciclope e sua filha de realidade alternativa, Rachel. Os dois foram capturados e levados para um local desconhecido, que lembrava vagamente Ciclope visitar no passado. Eventualmente, conseguindo libertar-se, Ciclope e Rachel tentou escapar, apenas para executar em seu captor (revelada como Vulcano, que informou Ciclope era seu irmão mais novo, Vulcano (Gabriel Summers), impotente sem poderes Professor X confirmou esta informação no último momento. Esta nova informação deixou Ciclope ressentidos com seu mentor e tenha ido tão longe a ponto de exigir que Xavier deixar a escola, pois não é mais "sua". Scott descobre outro segredo sombrio de Xavier, escondia de todos que a Sala de perigo é um sala com consciência – o que resultou na morte do estudante Asa.
Decepcionado com as atitudes de quem tanto admirou, Ciclope diz a Xavier que ele não é mais bem vindo na escola e na equipe que ele mesmo criou. Ciclope e os X-men seguem seus sonhos sem Xavier.
Scott concede a Vampira a liderança de uma das equipes de X-Men, mas Vampira seguiu em frente com sua equipe nova mesmo com Scott desaprovando a escolha dos integrantes. As consequências não poderiam ser piores: Seu filho Cable foi dado como morto dentre varias outras baixas. Ciclope se sente culpado por ter permitido que Vampira seguisse em frente com a equipe.
Wolverine, resolve entregar para Ciclope a espada Muramasa. Essa espada tem o poder de anular os poderes regenerativos, Logan diz que Scott é o cara correto para usar a espada caso um dia precisem detê-lo.

### 198
Com poucos mutantes restantes depois Dia-M, Ciclope abriu as  propriedade do Instituto Xavier como um campo de internamento, configurado para qualquer mutante que precisava de refúgio. E então um Pelotão O * N * E de Sentinelas  foi então ativado, pelo Presidente. O esquadrão foi enviado ao Instituto Xavier, para monitorar e proteger os mutantes restantes. Eles entraram em uma breve discussão com os X-Men, mas parou depois de Emma revelou as unidades eram pilotados por seres humanos. Juntos, eles repeliram um ataque à mansão da Rainha Leprosa e sua Liga Sapien.

### Guerra Civil
Emma declarou neutralidade sobre o tema da Guerra Civil, argumentando que os X-Men simpatizavam muito com o lado do Capitão América - que, como os X-Men, foi perseguido por querer fazer a coisa certa - mas que ela acreditava que a raça mutante sofrera uma perda muito grande recentemente e que não poderia tomar partido algum, para se concentrar em simplesmente sobreviver. Um motim irrompeu, liderado por Caliban e Erg. Foi descoberto que o motim era uma distração para Domino e Shatterstar libertarem os 198. Cerca de metade deles escapou com Domino em um avião, indo para uma base abandonada da SHIELD. O Homem de Ferro foi encarregado de encontrar os 198 e Ciclope, Anjo, Fera e Homem de Gelo deixaram a mansão para ajudá-lo. A missão foi bem-sucedida.

### Sem Visor
Para desbloquear o trauma de Scott, Emma Frost diz verdades duras de serem ouvidas e o faz enfrentar seus demônios interiores. Lembra-o da derrota que sofreu para Tempestade há alguns anos, do fato dos X-Men nunca conseguirem a aprovação do público e das perdas constantes de Jean. Segundo ela, Scott não tinha controle. Controle esse perdido desde que saltou de para-quedas com seu irmão mais novo, Alex, no colo. Diz que ele teme e se ressente de seu poder, constantemente com medo de ferir alguém. Ciclope confronta seus temores e aparentemente perde seus poderes.
Até que, ao enfrentar Lorde Krunn no Grimmamundo, Scott usou seu às na manga com um genial e arriscado plano. Sabendo que estavam sendo vigiados, elaborou um plano com os X-Men em uma conferência mental enquanto discursavam o que queriam que Kruun acreditasse, se fazendo de indefeso e de isca para que Kruun o capturasse. O truque deu certo e Ciclope mostra que não estava sem poder e sim que o estava controlando, derrotando o líder alienígena com uma poderosa rajada.
Quando desistiu do sonho do Xavier, perdeu de vez seu antigo código de conduta.
Ciclope, juntamente com os outros X-Men originais, declarar neutralidade sobre o tema da Guerra Civil, o raciocínio de que os X-Men tem muita simpatia com o lado do Capitão América que como os X-Men, foram perseguidos por querer fazer a coisa certa mas acredita que a raça mutante tinha sofrido muito grande perda recentemente para tomar partido de qualquer maneira devido a muitos mutantes ficarem sem poderes. Ciclope é visto lutando contra Hulk quando ele quis matar o Professor X.

### Complexo de Messias
Ciclope leva uma equipe ao Alasca para encontrar o novo mutante, detectada pelo Cérebro. Quando a equipe chega, eles encontram quase todas as crianças na cidade mortas pelos Carrascos e os Purificadores, e o bebê não estava lá. Ele envia uma equipe composta por Wolverine, Noturno, Anjo e Colossus para encontrar um ex-Acólitos para obter informações sobre os Carrascos. Ele argumenta com Xavier, que reclama de não contar a ele sobre sua equipe. Scott diz a Xavier não é mais um X-Men e que ele pode fazer o que ele quer. Scott põe também em X-Factor para ajudar com a situação, pede Rictor para se infiltrar nos Purificadores, e pede a Madrox e Layla Miller para ir ver Forge. Ao descobrir que Cable raptou o mutante recém-nascido, as ordens de Ciclope a reforma da X-Force com Wolverine liderar a equipe. Sua primeira missão é caçar Cable e recuperar o bebê. Depois, Ciclope rompe todos os laços com o Professor X e pede para ele sair da mansão, como Xavier continua a questionar o "julgamento Ciclope". Mais tarde, Ciclope é visto com sua própria equipe e X-Factor, para ajudar Wolverine contra os Acólitos e Carrascos e para capturar o bebê de cable. Cable escapa dos X-Men.
Depois de encontrar o esconderijo dos Carrascos na Ilha Muir, despacha Ciclope, a X-Force e Bispo de ir lá e recuperar o bebê. Durante a batalha final, Ciclope envia a Novos X-Men contra os Carrascos. Os estudantes estão lá para provar seu valor na equipe. Ciclope então confronta Cable exigindo o bebê. Cable, com uma arma apontada para seu pai, implora Ciclope para deixá-lo escapar para o futuro com o bebê, no entanto Cable dá à criança a Ciclope, após Xavier ressalta que o futuro de todos mutantes está em jogo e Ciclope, como líder do os X-Men. Ciclope segura o bebê e, percebendo que a criança merece a chance de fazer seu próprio destino, dá-lhe de volta ao cable. Cable se teleporta para o futuro apenas como Bishop dispara uma tiro de pistola para a criança. O tiro erra e acerta na cabeça de Xavier. Ciclope ataca o Bishop com uma explosão de energia óptica, e Bishop declara para Ciclope que saiu dos X-men.

### Destino Manifesto
Durante um período transitório, Ciclope sai de férias com Emma para a Terra Selvagem. Lá, eles são contactados por Anjo pedindo-lhes para obter ajuda em São Francisco. Scott e Emma são bem sucedidos em resgatar Warren e os outros x-men, mas também no resgate da prefeita de  São Francisco e os moradores. Como resultado, a prefeita da cidade oferece para ajudar os X-Men se restabelecer na cidade. Depois de construir uma nova sede, Ciclope envia uma palavra a todos os  mutantes restantes do mundo que São Francisco, que acolheu os X-Men com de braços abertos, é agora um refúgio seguro para os raça-mutantes e que todos são bem-vindos para se juntar a eles. A presença dos X-Men é amplamente aprovado por São Francisco, incluindo a polícia, que agora contrata a equipe para ajudá-los em casos que possam estar fora de sua área.
Ciclope despacha Wolverine para rastrear Mística e revive X-Force, como um time de roupas preto, clandestino, cuja missão é derrubar ameaças aos mutantes que eles não podem lidar com tempo sob o olho público. Ciclope coloca Wolverine no comando da equipe e inflexivelmente mantém secreto X-Force da existência dos outros X-Men, incluindo Emma Frost (que se manifesta como uma "caixa preta" psíquico em sua mente que Emma é incapaz de abrir), também exigindo que a X-Force permanecem desconhecidas para o público. No entanto, Ciclope utiliza outros X-Men para as partes específicas das missões do grupo. A equipe às vezes é menos cuidadoso, deixando roupa manchada de sangue ao redor, despertando suspeitas de Emma. A controvérsia das decisões Ciclope como líder dos X-Men é ainda mais destaque durante a invasão Skrull de São Francisco, quando ele prontamente utiliza guerra biológica contra o Skrulls por conscientemente infectá-los com uma versão adaptada do Vírus Legado Mutante criado por Fera sem primeiro determinar se havia também uma cura.
Em outra decisão controversa, Ciclope envia X-Force para rastrear a Rainha Leprosa que está infectando mutantes com uma versão do Vírus Legado, para usar fazer seus poderes descontrolados em ataques contra a humanidade, a fim de incitar a guerra antimutante. Enquanto a missão, Fera e Cable localizam no futuro e as ordens de Ciclope para a X-Force para abandonar a missão atual e se preparar para o transporte para o futuro para ajudar Cable e o bebê, Esperança. Apesar de saber que a rainha Leprosa raptou e pretende matar Santânico, Faísca e Dinamite, e apesar dos protestos de ambos da X-Force e Fera que mais alguns minutos é tudo o que é necessário para matá-la e salvar os alunos, Ciclope faz a difícil decisão de ativar a máquina do tempo. Embora Domino está apenas a momentos de distância de matar a rainha Leprosa, a equipe é transportado para o futuro e a Rainha Leprosa parece atirar na cabeça, enquanto Santânico e sobretensão são injetadas e enviado para o edifício das Nações Unidas para outro ataque
No seu regresso ao presente Wolverine confronta Ciclope sobre os riscos que ele tomou em tomar essa decisão.

### Tumultos Anti Mutantes / A Volta de Madelyne Pryor
As cenas do massacre de Cooperstown, no Alasca a partir dos acontecimentos de Complexo de Messias é finalmente liberado para os meios de comunicação de Simon Trask, projetado para enganar o público a acreditar que a destruição foi causada pelo Messias recém-nascido mutante, em vez de os Purificadores. A filmagem, juntamente com o recém-formado grupo de Simon Trask Trask "Humadade Já! Coligação" empurrando uma legislação antimutante, apelidado de "Proposta X", com o objetivo de controlar a reprodução mutante, causa um aumento nos crimes de ódio antimutantes, fazendo com que Scott  abra a base dos X-Men para os que buscam refúgio. Durante este tempo, o sigilo crescente sobre X-Force e suspeitas de Emma que ele está escondendo alguma coisa dela que começa a criar um cisão entre ele e Emma. Seguindo o conselho de Tempestade que as ações de Scott são sempre no melhor interesse da raça mutante, Emma secretamente concorda em participar da Cabala de Norman Osborn em sua própria tentativa de assegurar a proteção da população mutante.
Scott encontra sua falecida ex-esposa, Madelyne Pryor, novamente, quando ela inexplicavelmente retorna como um fantasma psíquica, chamando a si mesma a Rainha Vermelha e com um recém-criado time só de mulheres de mutantes chamando-se a Irmandade Feminina de Mutantes. Sua equipe ataca os X-Men e Madelyne rouba uma mecha de cabelo de Jean da posse de Wolverine, com o objetivo de usá-lo para localizar e habitar o corpo de Jean, que lhe permitiu renascer. Scott encarrega Dominó de ir ao túmulo de Jean e trocar seu corpo com o outro. Desconhecendo o novo corpo e rejeitando tentativa de Scott para chegar a ela, Madelyne tenta possuir o corpo, mas aparentemente se desintegra no nada pois nenhum outro corpo a não ser o de Jean Grey pode abrigar uma entidade do nível de poder de Madelyne .

### Reinado Sombrio
Depois da batalha com Madelyne e da Irmandade, Fera confronta Scott e Emma, afirmando que ele está ciente de ambos de suas ações clandestinas e que vai discuti-los longamente juntos ou os seus segredos vão rasgar os X-Men à parte. Utopia, a inquietação crescente entre a população mutante e instigação calculado a partir Trask e Humanidade Já! leva a distúrbios violentos de mutantes contra a coalizão antimutante em São Francisco. Apesar do apoio da  prefeita, Ciclope é amplamente visto como o líder da restante população mutante pela mídia e ele leva o peso da mídia e da opinião pública negativa, apontada como endossar e enviar os X-Men para liderar o tumulto. Trask capitaliza sobre a histeria, retratando a Humanidade Já! como vítimas da opressão, a fim de empurrar a Proposta X. Norman Osborn utiliza os Vingadores Sombrios  para parar os tumultos e prisão Ciclope e sua equipe de X-Men, chamando  Emma para liderar uma nova equipe de  X-Men Sombrios. Ciclope viaja para a base de Osborn na Ilha de Alcatraz para falar com ele. Osborn diz Ciclope que eles podem acabar com os tumultos e histeria aqui agora, mas interrompe-lhe Ciclope e ordena-lhe para se render. Osborn chocada com a pergunta e o que isso significa e Ciclope responde que Osborn precisa conter  os distúrbios sob controle e, em seguida, retirar HAMMER e os Vingadores Sombrios e deixar São Francisco para ele e os X-Men. Quando Osborn recusa Ciclope deixa dizer Osborn que ele tentou. Depois de deixar Ciclope em  folhas limpas, Osborn diz, quando chegar a hora Osborn vai matar Ciclope pessoalmente.
Como Emma e os X-Men Sombrios lentamente começar a cidade sob controle, Ciclope continua a formar os seus planos para lidar com a situação. Scott atribui seus X-Men (como Miragem, Domino, Mindee Stanpford e Psylocke) diferentes tarefas, bem como com outra equipe observar equipe de Emma, como eles lidam com um grupo de bio-sentinelas atacando São Francisco. Quando alguém pergunta como se espera para tirar ambos X-Men Sombrios e os Vingadores  Sombrios, retruca Scott "Quem disse que você é o plantel que é suposto parar os Vingadores?"

### Utopia
Plano de Scott finalmente começa  e tem Magia teletransportando a X-Force no Alcatraz, base ilha do HAMMER, onde assumir os X-Men Sombrios e Vingadores, enquanto Magia teleporta todos os mutantes capturados para a segurança. X-Force é auxiliado por Emma e Namor, que são revelados a ser agentes duplos contra Osborn. Imediatamente depois, Scott tem o X-Club ressuscitar  o Asteroide M que caiu no litoral do Pacífico alguns anos antes. Ciclope então ordena Magia e Fada para teleportar todos os X-MEn e aliados mutante para o que ele agora chama de "Utopia". Durante uma conferência de imprensa, Ciclope informa ao mundo que eles deixaram os Estados Unidos e que rejeitam Norman Osborn e seus métodos.
Logo que Utopia se estabelece, Ciclope pede para Vampira supervisionar os adolescentes mutantes da ilha, o terrível vilão Sangria sequestra a jovem mutante, Bling!, agora cabe a Vampira com os poderes de Astral, resgatar Bling!, da dimensão sombria de Sangria, depois de Vampira resgatar Bling!, e voltar da dimensão de Sangria, eles derrotam Sangria e prendem ele na dimensão sombria sem poder sair de lá.
Depois, Psylocke, encontra o cientista e biólogo atômico o Takiguchi (Dr. Yuriko Takiguchi) morto naturalmente no quarto dele , Ciclope, Emma Frost, Namor, Professor X, Fera e Homem de Gelo discutem numa reunião sobre Utopia, Psylocke interrompe a reunião e avisa sobre a morte do Dr. Takiguchi, Ciclope, então informa a todos que sobre a morte de Takiguchi e ele  resolve,enterrar ele em Utopia por que causaria má impressão sair de Utopia com cadáver, Ciclope vai ver a Prefeita. Sinclair de São Francisco para pedir suprimentos, serviços médicos e outras coisas,Ciclope chega em Utopia bem na hora da cremação de Takiguchi,ele entra em uma sala para observar a cremação de Takiguchi com Emma, Emma explica sua frieza para Scott, dizendo que não pode ter sentimentos bons, por causa de parte do vilão Vácuo estar dentro da sua mente, em seguida o ex-vilão Magneto chega a ilha, e diz que vai ajudar os X-men, após explicar como ganharam os poderes de volta, em seguida eles são atacados de 6 predadores X acontece em Utopia, A Força Fênix sai das Irmãs Stanpford e  elas ficam inconscientes, os X-men consegue deter os Predadores X e Scott manda Wolverine, Psylocke e Colossus para descobrir quem fez isso, eles descobrem que um grupo de super-humanos liderado por Encefalo um antigo aliado de Jonh Sublime, e seu grupo de super humanos, eles descobrem que os Predadores X eram apenas uma distração para lançar uma poeira que capta informação, eles quase conseguem deter aquele grupo, mas todos eles conseguem fugir eles fogem.
Após a Fênix sair dos corpos das irmãs Stanpford, Professor com ajuda de de Ciclope consegue extraí Vácuo, do corpo de Emma, mas entra no de Scott então Emma,entra na mente de Scott para ajuda-lo a extrair o Vácuo, Scott entra de propósito na sala mental onde fica a caixa preta assim expulsa Emma de sua mente, e prende Vácuo numa prisão psíquica dentro de sua mente a caixa preta.

### Necrosha
Quando Selene tentou alcançar a supremacia de uma Deusa nos eventos de Necrosha, ela teve Eli Bard usando o Vírus Tecno-Orgânico para ressuscitar Caliban, Pássaro Trovejante, Doug Ramsey, Sina, os Satânicos, muitos velhos vilões de X-Men, e toda a população de Genosha. Selene, também, recruta para sua equipe Clarice Ferguson, Senyaka, Decompositor e Mortis, Selene envia uma onda de mortos vivos de antigos amigos X-men  atacar Utopia,após a onda de amigos, os X-Men são atacados mais uma vez por inimigos para eliminá-los em sua ilha da Utopia, ao tentar drenar a vida força de todos que ela ressuscitou para chegar ao poder supremo Selene foi morta .
Ciclope enviou duas equipes para lidar com a ameaça. Scott mandou Vampira, Magneto, Noturno, Escalpo, Pyslocke, Colossus,Trance e Olhos vendados a Ilha Muir, em uma pista de Sina, que acabou por ser uma armadilha de Sina, possuída por Proteus recém renascido e enviou X-Force para lidar com Selene, pessoalmente, em Genosha, ao mesmo tempo ficar na ilha com o resto dos X-Men e da população mutante.

### Segundo Advento
Cable e Esperança Summers adolescente voltaram do futuro. Fizeram a sua passagem segura para Utopia prioridade dos X-Men superior, enquanto Bastion queria o feito da morte de desaparecimento Esperança Summers. Scott enviou um grupo de X-Men para trazê-la de dentro e Ariel foi morto em um ataque, enquanto Ciclope ordenou equipe de Míssil dos Novos Mutantes para atacar Cameron Hodge Cameron e sua milicia anti-mutante chamada Sorridentes. Depois que os X-Men apanhados com Cable e Esperança depois de ataques constantes de William Stryker Purificadores, a Rainha leproso e sua Liga Sapien, e os Sorridentes de Cameron Hodge, atacaram Vampira, Esperança Summers e Noturno, Noturno se sacrificou para trazer Esperança e Vampira de volta a Utopia, assim ele morre. Bastion sistematicamente eliminados todos os teletransportadores, exceto Fada, das fileiras dos X-Men e tinha Donald Pierce destruir todo o transporte para fora da ilha. Bastion, então, envolto na ilha, e grande parte da Área da Baía de São Francisco, em uma cúpula impenetrável. No centro da cúpula, Bastion abriu um portal do tempo ao seu próprio tempo, onde sentinelas governado e mutantes foram extintas, e enviou um farol para um molde mestre Sentinel para enviar uma onda interminável de Nimrods.
Ciclope ordenou X-Force com Doug Ramsey para o futuro, usando o salto última vez que Cable tinha em sua máquina do tempo, para deter a horda de Nimrods derramando através do portal. Eles foram bem sucedidos, mas Cable teve que se sacrificar para o abrir outro portal do tempo para o retorno da X-force do Futuro. Irritado com a perda de sua figura paterna, Esperança, em seguida, atacou Bastion destruído e a cúpula com uma armada de poderes mutantes e culpou Scott para pôr em perigo a cable e da perda de sua vida. Scott, então, enterrou os restos de seu filho,depois numa fogueira em Utopia Ciclope faz uma pergunta a Frost, se Esperança foi a escolha certa, ele entra na Cerebra e Frost vê Esperança assumindo a aparência de Jean, o fogo da fogueira parecendo a Fênix e Jean no corpo de Esperança diz para se preparar, Emma corre para avisar Ciclope e encontra ele na Cerebra e avisa que existem 5 novas manifestações mutantes no mundo.

### Vingadores vs. X-Men
Após Esperança se manifestar como a nova encarnação da Força Fênix, Ciclope começa a acreditar que a Fênix era de fato a esperança dos mutantes. Enquanto que Capitão América e Homem de Ferro acreditam que a Fênix era maligna e deveria ser destruída. De um lado, Ciclope lidera os X-Men para proteger Esperança e a Fênix, enquanto que Capitão América lidera os Vingadores para destruir a Fênix.
Após Homem de Ferro usar a Godkiller Armor para separar a Fênix de Esperança. A Fênix escolhe cinco novos hospedeiros: Ciclope, Emma Frost, Colossus, Magia e Namor. Tudo parece perfeito, porém os poderes de Ciclope vão fora do controle e o mesmo rouba os poderes da Fênix de Emma para si, e se torna a Fênix Negra. Ciclope assassina Charles Xavier sob o efeito da Fênix Negra, porém é exorcizado.

### Revolução Mutante
Após se separar da Fênix, Ciclope é preso, acusado de matar Xavier (apesar que o mesmo estava possuído pela Fênix Negra, ou seja, não fez por intenção) Magneto e Magia libertam Ciclope da cadeia e fogem para as instalações do Arma X no interior do Canadá, onde os mesmos fundam a Nova Escola Xavier. Quando Magneto e Ciclope estavam prestes a libertar Emma Frost, os poderes deles subitamente falham e param de funcionar corretamente. Ciclope não consegue mais controlar seus raios, Magneto perde a capacidade de controlar metais propriamente e Emma não consegue mais ler mente, Emma sugere que a Fênix afetou seus poderes.

## Poderes e habilidades

Ciclope vs. Sentinela por Robert Atkins.

Ciclope é um mutante, possuindo o poder de projetar pura energia de seus olhos de cor vermelho-rubi.  Antigamente se pensava que as suas rajadas não emitiam calor, mas fato já foi esclarecido, já que suas rajadas energéticas são abastecidas por energia solar e acabam retendo um pouco de seu calor. Devido a um ferimento sofrido na infância, estes feixes estão sempre ligados e só podem ser obstruídos fechando seus olhos, ou por uma barreira de quartzo-rubi, de que seus óculos e visor são feitos. A energia que alimenta o feixe é extraída dos raios do sol. As células de Ciclope estão constantemente absorvendo a energia solar e transferindo-a para seus olhos. Ele é imune às ondas de plasma descarregadas por seu irmão Alex (seu irmão) que são criadas pela absorção de raios cósmicos.
O visor é projetado para abrir o protetor de quartzo, variando as larguras para permitir que suas rajadas óticas se dispersem livremente quando Ciclope o deseja. Originalmente ele tinha que manipular os controles no próprio visor para lançar rajadas, mas seu traje foi equipado mais tarde com controles em suas luvas para sua própria conveniência. Além disso, o visor tem um mecanismo de mola para voltar à posição fechado se seus poderes falharem. Ele pode absorver a energia de seu ambiente (tal como a luz solar ou um baixo grau de eletricidade) e armazená-la em suas células, metabolizando a energia, e projetando-a como explosões da energia com força.
A força máxima de explosões óticas de Ciclope é desconhecida mas um exemplo comum é que ele pode "fazer um furo através de uma montanha" e rasgar uma placa grossa de aço-carbono no meio. Durante uma batalha em particular, Scott diz que derrubou Cain Marko (codinome Fanático) com poder suficiente para rachar um planeta pequeno, embora possa estar exagerando.
Ciclope possui também um sentido sobre-humano de consciência espacial, que o permite realizar truques completamente absurdos com suas rajadas óticas, tais como ricochetear um único tiro e destruir cerca de meia dúzia de alvos separados. Este sentido também permite-o entrar em um combate corpo-a-corpo com seus olhos fechados
Ciclope é perito em pilotar jatos, uma habilidade que parece ter herdado de seu pai. É também implícito que seu senso trigonométrico melhora suas habilidades no ar.
Um mestre estrategista e tático, Ciclope passou a maioria de sua carreira do super-herói como o líder dos X-Men ou do X-Factor e desenvolveu habilidades excepcionais de liderança. É notável que independente de sua atitude geral para com ele, todos os X-Men tendem a obedecer suas ordens na batalha - porque sabem que ele  geralmente está certo. Durante os doze anos em que criou Cable no futuro, Ciclope e Fênix, sob os pseudônimos de Magrão e Ruiva Dayspring, ajudaram a organizar uma resistência às regras de Apocalipse, tornando-se líderes da rebelião do Clan.
Ciclope possui também extensivo treinamento em artes marciais e em combate desarmado, sendo faixa preta no Judo, Caratê, em Aikido. Seu nível da habilidade é suficiente para derrotar sete ou oito homens normais com seus olhos fechados e no passado enfrentou inimigos perigosos no corpo-a-corpo como Wolverine, Motoqueiro Fantasma e o Magneto.

## Natureza e condição metafóricas
Como é o caso de vários outros X-Men, o poder de Ciclope o coloca em determinadas condições metafóricas, reflexivos de sua personalidade  e relacionados ao tema total dos X-Men de "desajustados", explorados através do sentimento de isolamento dos mutantes discriminados.
Desde muito cedo, Ciclope se sente ameaçado por uma habilidade com potencial enormemente destrutivo que deve manter sempre sob controle, para não ferir aqueles que o cercam. Isto o separa do resto da equipe e o faz acreditar ser impossível para qualquer um e especificamente, no começo da série, para Jean se sentir atraída por ele, tal é o estigma de sua mutação.
Também, o fato de que seu poder afeta seus olhos, forçando-o a estar sempre usando um visor especial, contribui em seu sentimento de isolamento, pois ele é incapaz de estabelecer um contato visual com qualquer um. Na verdade, com Jean Grey foi seu primeiro contato visual em mais de uma década, graças ao elo mental compartilhado entre os dois, e através de encontros no Plano Astral. O desenvolvimento descontrolado dos poderes de Jean como Fênix define um dos pontos mais importantes em seu relacionamento.
A condição resultante de Ciclope, como um mutante e uma pessoa, é consequentemente um reflexo do peso da condição de desajustado, na medida em que é deixado de lado por todos aqueles que cruzam seu caminho.
Um fato interessante é que a aparência dos Novos X-Men, com limitações físicas mais sérias, tais como Noturno com aparência estranha e a intocável Vampira, fez seu estado e especificamente sua necessidade de uma vida normal, comparativamente quase banal: em X-Men: Evolution seu visor o faz bastante popular, pois seus colegas de classe (especialmente as meninas) acham que os óculos o fazem parecer "descolado" e dão um certo "estilo" ao personagem.

## Relacionamentos
Embora seja visto como o sensível, solitário, Ciclope teve muitos relacionamentos sérios. Uma característica impressionante é o fato de parecer irresistível às mulheres com habilidades telepáticas. Foi casado com Jean Grey e seu clone Madelyne Pryor, que são ambas telepatas de classe Ômega, e Emma Frost, uma telepata também. Psylocke, outra telepata, tentou uma vez seduzi-lo.
Namorou também mulheres não-mutantes. Ciclope (durante uma época em que pensou que Jean estava morta) teve um caso com Coleen Wing. Após Fênix se matar na lua, teve alguns encontros com Lee Forrester antes de encontrar Madelyne Pryor.

## Outras Versões
Nos primeiros arcos, era bem parecido com a versão original, como um tímido e solitário que não consegue convidar seu amor Jean Grey para sair. Quando Jean começou um caso com Wolverine, ele ficou tão magoado que se juntou a Magneto, mas voltou aos X-Men a tempo.
Quando Jean deu o fora em Wolverine e começou um relacionamento com Ciclope, ele e Logan tiveram um confronto violento, e o Professor X os enviou em uma missão juntos à Terra Selvagem em uma tentativa de resolver a rivalidade. Wolverine jogou Ciclope de um penhasco em uma tentativa de matá-lo e, por um tempo, Ciclope foi forçado a sobreviver em um ambiente áspero comendo insetos. Quando se reuniu aos X-Men, jogou Wolverine ao chão com uma rajada ótica violenta, mas então deixou claro que a melhor chance de redenção para Wolverine é com os X-Men.
Desde este incidente, Ciclope ganhou muita auto confiança, é o inquestionável líder de campo dos X-Men e braço direito do Professor X.
Após os eventos em que Magneto afundou Manhattan, matando entre outros noturno e o professor X no processo, ocorre a batalha final contra o mestre do magnetismo, em que este usa a armadura do Homem de Ferro para matar Wolverine. Após a derrota do vilão, Ciclope, então, executa Magneto, desintegrando seu crânio com suas rajadas óticas.
Desafortunadamente, Scott Summers é morto por um franco atirador durante uma aparição pública com um tiro na cabeça.
- Ultimate Marvel - Na continuidade Ultimate da Marvel, Ciclope começa como o escoteiro líder de campo dos X-Men. Seus pais morreram em um desastre de avião, e é um estranho para seu irmão mais novo Alex.
- Marvel Noir - Na série X-Men Noir, Scott "Ciclope" Summers é o líder da gangue de adolescentes sociopatas conhecidos como X-Men, ao lado de Bobby "Homem de Gelo" Drake e Hank "Fera" McCoy, teve um relacionamento com a sedutora Jean Grey. Nessa versão, nenhum dos X-Men tem poderes, e os "mutantes" são mais conceituais. Scott usa um par de pistolas, usa um óculos vermelho para lembrar sua versão original.
- Marvel 1602 - Na mini série de Neil Gaiman, Scotius Summerisle é um dos estudantes de Carlos Javier. Usa um visor de rubis para conter seus lasers nos olhos.
- Terra X - No futuro de Terra X, Scott Summers continuou o legado de Charles Xavier após sua morte, sendo o novo diretor da Escola Xavier para Jovens Especiais.
- Novíssimos X-Men - Vemos um Ciclope mais novo que foi trazido do passado pelo Fera para tentar convencer o Ciclope mais velho que as atitudes que ele vinha tendo não eram as corretas. Neste arco ele encontra seu pai (Corsário) e tem aventuras no espaço com os piratas espaciais, além de uma grande conversa com seu irmão Destruto que volta a ter esperança ao encontrar o irmão cheio de ideias e mais novo antes de ter sido tomado pelo ódio.

## Em outras mídias

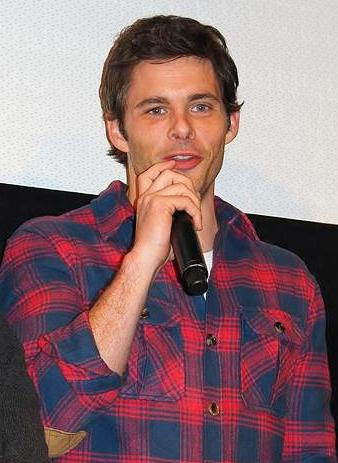
James Marsden (2012)

No filme X-Men (2000) e em suas sequências, X-Men 2 (2003) e X-Men: O Confronto Final (2006), Ciclope é interpretado por James Marsden. Embora uma figura e um líder importante nos filmes, seu papel parece ser eclipsado por Wolverine, especialmente em X-Men 2. Existem boatos de que Ciclope teve poucas cenas em X-Men 3 devido à participação de Marsden em Superman: O Retorno. No terceiro morre, já que no Instituto Xavier, ao final do filme, aparece três tumbas: a dele, a de Jean Grey e a do Professor Charles Xavier. Em X-Men Origens: Wolverine (2009), o ator australiano Tim Pocock interpreta um jovem Scott Summers, que é capturado por Victor Creed e após ser resgatado por Wolverine, lidera os prisoneiros até o Professor Xavier. No Brasil, Manolo Rey dublou Ciclope na trilogia, e Rodrigo Andreatto fez o papel em Wolverine. Em X-Men Dias de um futuro esquecido (2014) Wolverine impediu um futuro apocalíptico e apagou os eventos dos filmes anteriores, trazendo Ciclope de volta a vida como é visto no final do filme, onde é novamente interpretado por Marsden.

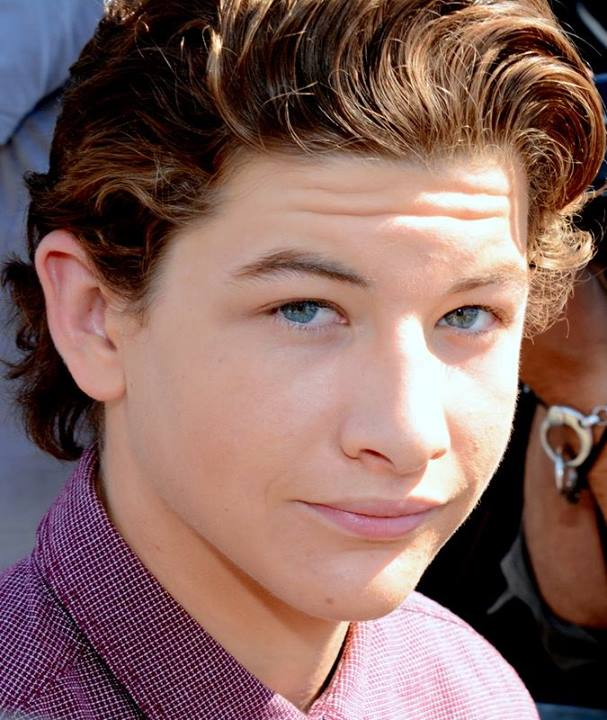
Tye Sheridan (2013)

No filme X-Men: Apocalipse (2016), uma versão jovem de Scott foi apresentada, interpretada por Tye Sheridan, que voltou ao personagem em X-Men: Fênix Negra (2019).

### Desenhos Animados
Em X-Men: Animated Series, foi dublado por Norm Spencer (versão original) e na versão brasileira por Newton Valério (já falecido), Dário de Castro e Hélio Ribeiro.
Na série animada X-Men: Evolution, Scott Summers é o líder de campo dos X-Men. Em contraste com sua versão original, esta versão de Scott é um líder um pouco mais confiante e seguro; seus colegas sempre o procuram pois ele foi o primeiro recruta de Xavier. Depois de se formar na Bayville High, se tornou instrutor no Instituto Xavier para Jovens Superdotados e está envolvido romanticamente com Jean Grey, seu antigo interesse. Compartilha também de um relacionamento próximo de irmão com o Noturno. Ciclope foi dublado por Kirby Morrow no original americano e por Hermes Baroli e Alexandre Moreno na versão brasileira. Ciclope também aparece em Wolverine and the X-Men (série), dublado por Nolan North no original e Antonio Scharrenbroich no Brasil. Ele também apareceu em Marvel Anime: X-Men, no Japão foi dublado por Toshiyuki Morikawa. Também é um dos principais personagens de X-Men '97.

### Videogames
Ciclope é um personagem jogável em muitos videogames baseados nos X-Men e outros personagens Marvel, incluindo X-Men para Mega Drive, Spider-Man and the X-Men: Arcade's Revenge, Marvel vs. Capcom: Clash of Super Heroes, Marvel vs. Capcom 2: New Age of Heroes, X-Men: Mutant Apocalypse, X-Men: Mutant Academy, X-Men: Mutant Academy 2, X-Men: Next Dimension, X-Men Legends,  X-Men Legends II: Rise of Apocalypse, Marvel: Ultimate Alliance (Xbox 360 e PS3 apenas) , Marvel: Ultimate Alliance 2, X-Men vs. Street Fighter,  Marvel vs. Street Fighter,  a série Marvel vs Capcom, e Lego Marvel: Super Heroes.